# 마쓰다이라 요시유키
마쓰다이라 요시유키(일본어: 松平義行, 1656년 12월 24일 ~ 1715년 8월 31일)는 에도 시대 중기의 다이묘이다. 시나노 다카이 번주, 미노 다카스 번 초대 번주를 지냈다. 요쓰야 마쓰다이라 가(四谷松平家) 시조.
오와리번주 도쿠가와 미쓰토모의 삼남(족보상 차남)으로 태어났으며 어머니는 지요히메(쇼군 도쿠가와 이에미쓰의 장녀)이다. 오와리가 차기 당주 도쿠가와 쓰나노부와는 동복형제에 해당한다.
요시유키의 자녀들은 대부분 요절하였고 4남 유키타카는 오치 가의 양자로 입적하였다. 그로 인해 요쓰야 가의 후사는 형 쓰나노부의 15남 마쓰다이라 요시타카가 이어받았다.
| 전임 (도쿠가와 미쓰토모) | 제1대 요스야 마쓰다이라가 당주 1700년 ~ 1715년 | 후임 마쓰다이라 요시타카 |

|  | 다카이 번 번주 (요쓰야 마쓰다이라가) 1681년 ~ 1700년 | 후임 폐번 |

| 전임 막부령(오가사와라 사다노부) | 제1대 다카스 번 번주 (요쓰야 마쓰다이라가) 1700년 ~ 1715년 | 후임 마쓰다이라 요시타카 |